# 莎賓娜·費蕊麗
莎賓娜·費蕊麗（義大利語：Sabrina Ferilli；1964年6月28日—），是一位義大利知名女演員及女明星，她因出演電影《未來人生》及《絕美之城》而國際知名度大增。

## 生平
費蕊麗出生於義大利的羅馬，父親是義大利共產黨的領導人，而母親則是家庭主婦。費蕊麗自小家境環境優渥，並未遵從父意踏上政治之路，而是向演藝圈展現她的企圖心。

## 電影
- 2008年《未來人生》
- 2013年《絕美之城》

## 外部連結
- 莎賓娜·費蕊麗在互联网电影资料库（IMDb）上的資料（英文）
- Official website （页面存档备份，存于）